# Vîsokopillea
Vîsokopillea (în ucraineană Високопілля) este așezarea de tip urban de reședință a raionului Vîsokopillea din regiunea Herson, Ucraina. În afara localității principale, mai cuprinde și satele Kneazivka, Potomkîne și Topolîne.

## Demografie
Componența lingvistică a așezării de tip urban Vîsokopillea
     Ucraineană (93,34%)
     Rusă (6,09%)
     Alte limbi (0,36%)
Conform recensământului din 2001, majoritatea populației așezării de tip urban Vîsokopillea era vorbitoare de ucraineană (93,34%), existând în minoritate și vorbitori de rusă (6,09%).